# ابو مناع بحری
ابو مناع بحری (به عربی: أبو مناع بحري)، روستایی از توابع دشنا در استان قنا و کشور مصر است.

## جمعیت
براساس سرشماری سال ۲۰۰۶ مصر، جمعیت آن ۳۳۰۴۶ نفر (۱۶۳۰۸ مرد و ۱۶۷۳۸ زن) بوده است.